# 1. новембар
1. новембар (1.11.) је 305. дан године по грегоријанском календару (306. у преступној години). До краја године има још 60 дана.

## Догађаји
- 79 — Ерупција вулкана Везув.
- 1501 — Португалски морепловци открили залив Свих Светих у Бразилу.
- 1509 — Јавности представљене слике на плафону Сикстинске капеле које је насликао Микеланђело.
- 1688 — Вилијам Орански је испловио друг пут из Хелевутслојсa да био преотео круне Енглеске, Шкотске и Ирске од краља Џејмса II током Славне револуције.
- 1755 — У земљотресу у Лисабону, који је разорио две трећине града, погинуло 60.000 људи.
- 1755 — Британски парламент је усвојио Закон о таксеним маркама из 1765. за Тринаест колонија како би их натерао да помогну у плаћању британских војних операција у Северној Америци.
- 1886 — У Београду основана Српска краљевска академија, касније Српска академија наука и уметности. Први председник био Јосиф Панчић. Прве едиције које је издавала биле су Глас и Споменик, а најкрупнији подухват био је израда „Речника српског књижевног језика“, почета 1893.
- 1918 —
  - Прва српска армија под командом војводе Петра Бојовића у Првом светском рату ослободила Београд.
  - Италијани потопили бојни брод Вирибус Унитис у Пули: више од 200 мртвих.
- 1928 — У Турској, арапско писмо замењено латиницом, као део реформи оснивача модерне турске државе Мустафе Кемала Ататурка.
- 1936 — Грађански рат у Шпанији: отпочела је битка за Мадрид.
- 1944 —
  - Председник Националног комитета ослобођења Југославије Јосип Броз Тито и председник избегличке владе Краљевине Југославије Иван Шубашић у Београду потписали споразум о образовању јединствене југословенске владе која треба да припреми изборе за Уставотворну скупштину.
  - Сремска Митровица ослобођена у Другом светском рату.
- 1945 — Уједињено Краљевство саопштила да је лидер нацистичке Немачке Адолф Хитлер највероватније извршио самоубиство у свом бункеру у Берлину.
- 1946 —
  - Карол Војтила постао је капелан.
  - Генерална скупштина Уједињених нација основала Међународни фонд Уједињених нација за помоћ деци, УНИЦЕФ.
- 1952 — САД на Маршалским острвима извршиле пробу прве хидрогенске бомбе.
- 1954 — У Алжиру почео устанак против француске колонијалне власти, завршен 1962, стицањем независности.
- 1956 — На предлог Југославије, Генерална скупштина Уједињених нација усвојила резолуцију којом је тражено да Велика Британија, Француска и Израел одмах обуставе оружане акције, повуку се са територије Египта и омогуће отварање Суецког канала.
- 1963 — У војном удару у Јужном Вијетнаму убијени председник Нго Дин Зјем и његов брат Нго Дин Ну.
- 1964 — Привремено је отворен пролаз у Берлинском зиду.
- 1981 — Антигва и Барбуда је добила независност.
- 1987 — Лидер Кине Денг Сјаопинг повукао се са свих функција у Комунистичкој партији.
- 1993 — Настала је Европска унија.
- 1995 — У америчкој војној бази Рајт-Патерсон у Дејтону, Охајо, почели мировни преговори о Босни и Херцеговини. После три седмице, мировни споразум којим је окончан рат у тој бившој југословенској републици парафирали председници Србије, Хрватске и БиХ - Слободан Милошевић, Фрањо Туђман и Алија Изетбеговић.
- 1998 — Основан је Европски суд за људска права.
- 2000 —
  - Савезна Република Југославија примљена у Уједињене нације. Власти Југославије по распаду СФРЈ и формирања нове државе СРЈ, 1992, одбиле да поднесу захтев за пријем у Уједињене нације као нова држава, инсистирајући на континуитету с бившом државом.
  - Скупштина Црне Горе усвојила Закон о Централној банци, а марка, која је од 2. новембра 1999. била паралелна валута, постала једино средство плаћања у Црној Гори.
- 2001 — Турска, чланица НАТО-а, као прва муслиманска земља, послала трупе у рат против Авганистана.
- 2003 — Мађарска увела визе за грађане Србије и Црне Горе, у складу са стандардима Европске уније. Мађарска постала чланица Европске уније у мају 2004.
- 2004 — Пољска је постала пуноправна чланица Европола.
- 2007 — Отворен је Делта сити у Београду.
- 2024 — Шеснаест особа погинуло, а више рањено у обрушавању надстрешнице на железничкој станици у Новом Саду.

## Рођења
- 1855 — Гвидо Адлер, аустријски музиколог. (прем. 1941)
- 1880 — Алфред Вегенер, немачки метеоролог и геолог. (прем. 1930)
- 1923 — Гордон Руперт Диксон, канадски писац. (прем. 2001)
- 1923 — Викторија де лос Анхелес, шпанска оперска певачица. (прем. 2005)
- 1924 — Сулејман Демирел, турски политичар и грађевински инжењер, 9. председник Турске (1993—2000). (прем. 2015)
- 1924 — Богољуб Станковић, српски математичар. (прем. 2018)
- 1940 — Гојко Ђого, српски песник и писац.[1]
- 1942 — Марсија Волас, америчка глумица и комичарка. (прем. 2013)
- 1942 — Лари Флинт, амерички издавач. (прем. 2021)
- 1943 — Љиљана Седлар, српска глумица. (прем. 2023)
- 1950 — Роберт Б. Лафлин, амерички физичар, добитник Нобелове награде за физику (1998).
- 1952 — Бора Ђорђевић, српски музичар и песник. (прем. 2024)
- 1952 — Змаго Сагадин, словеначки кошаркашки тренер.
- 1954 — Мирослав Лекић, српски редитељ, сценариста и продуцент.
- 1962 — Ентони Кидис, енглески музичар и глумац, најпознатији као фронтмен и певач групе Red Hot Chili Peppers.[2]
- 1963 — Марк Хјуз, велшки фудбалер и фудбалски тренер.
- 1969 — Александар Ђурица, српски глумац.
- 1970 — Ерик Сполстра, амерички кошаркашки тренер.
- 1970 — Игор Цвитановић, хрватски фудбалер.
- 1972 — Тони Колет, аустралијска глумица и музичарка.[3]
- 1972 — Џени Макарти, америчка глумица, модел и ТВ водитељка.
- 1973 — Роберт Лукетић, аустралијски редитељ.
- 1973 — Ајшварија Рај, индијска глумица и модел, Мис света (1994).
- 1979 — Милан Дудић, српски фудбалер.
- 1979 — Дарјуш Лавринович, литвански кошаркаш.
- 1979 — Кшиштоф Лавринович, литвански кошаркаш.
- 1980 — Бојан Крстовић, српски кошаркаш.
- 1981 — Тијана Богићевић, српска певачица.
- 1983 — Јелена Томашевић, српска певачица.
- 1984 — Милош Красић, српски фудбалер.
- 1984 — Савио Оливеира до Вале, бразилски фудбалер.
- 1984 — Наталија Тена, енглеска глумица и музичарка.
- 1987 — Илеана Де Круз, индијска глумица и модел.
- 1988 — Кино Колом, шпански кошаркаш.
- 1989 — Михаил Дудаш, српски атлетичар.
- 1991 — Нађа Нинковић, српска одбојкашица.
- 1991 — Лангстон Хол, амерички кошаркаш.
- 1992 — Филип Костић, српски фудбалер.
- 1996 — Лил Пип, амерички хип хоп музичар и модел. (прем. 2017)
- 1999 — Бади Хандлсон, амерички глумац.
- 2000 — Џозефина Зец, хрватско-америчка певачица.
- 2006 — Теа Барби, хрватска певачица.

## Смрти
- 1496 — Филип Калимах, италијански хуманиста и писац. (рођ. 1437)
- 1700. − Карлос II од Шпаније, последњи шпански краљ из династије Хабзбург
- 1893 — Јан Матејко, пољски сликар. (рођ. 1838)
- 1894 — Александар III Александрович, цар Русије. (рођ. 1845)
- 1903 — Теодор Момсен, историчар, песник и немачки правник. (рођ. 1817)
- 1907 — Алфред Жари, француски песник и писац. (рођ. 1873)
- 1932 — Тадеуш Маковски, пољски сликар. (рођ. 1882)
- 1937 — Милан Горкић, алијас Јосип Чижински, секретар Централног комитета Комунистичке партије Југославије, од 1932. до 1937. године.
- 1953 — Марко Цар, српски књижевни критичар, есејиста и путописац. (рођ. 1859)[4]
- 1956 — Пјетро Бадољо, италијански војсковођа и политичар. (рођ. 1871)
- 1971 — Јадвига Смосарска, пољска глумица. (рођ. 1898)
- 1972 — Езра Поунд, амерички песник. (рођ. 1885)
- 1972 — Гертруд фон Ле Форт, немачка списатељица. (рођ. 1876)
- 2000 — Стивен Рансиман, британски историчар (рођ. 1903).
- 2003 — Хенрик Махалица, пољски глумац. (рођ. 1930)
- 2008 — Има Сумак, перуанска певачица. (рођ. 1922)[5]

## Празници и дани сећања
- Српска православна црква данас прославља
  - Свети пророк Јоил
  - Преподобни Прохор Пчињски
  - Јован Рилски
- Римокатоличка црква данас слави -
  - Дан Свих Светих
- Светски дан веганa[6]
- Алжир - Празник револуције (народни празник)
- Антигва и Барбуда - Празник Независности (народни празник)
- Британска Девичанска Острва - Дан слободе